# 傷心咖啡店之歌
《傷心咖啡店之歌》是台灣作家朱少麟於1995年發表的長篇小說，亦為其文壇處女作。該書出版後廣受關注，在2008年銷量突破20萬冊，2014年推出50萬冊紀念版，為1990年代台灣暢銷文學作品之一。小說融合哲思與象徵，以一間虛構的「傷心咖啡店」為舞台，探討自由、存在、情感與自我認同等主題。

## 背景設定
《傷心咖啡店之歌》完成於1995年，反映當時台灣社會在解嚴後政治自由化與經濟快速成長並進的轉型期。書中角色多為五、六年級世代，其價值觀夾雜傳統與現代的矛盾張力。小說透過角色尋找自我與自由的歷程，呈現存在主義風格的思辨意涵，常被視為該時代精神的縮影。小說以「自由」為核心命題，探討人在社會制度與內在欲望間的掙扎，並藉由主角在馬達加斯加的旅程，描繪一場心理與靈魂的出走。

## 情節介紹
主角馬蒂在痛心混亂之餘，偶然進入一間名為「傷心咖啡店」的綜合酒吧，透過借菸而認識了帥氣卻又雌雄莫辨的調酒師小葉，經由他結識了素園、吉兒、海安、藤條等人。馬蒂在與這群新朋友的相處之中，開始對自己的生命感到懷疑，逐漸地重新審視自身並發現追求他人，為了尋求一完全不同的生命價值觀，進而遠逐現有社會體制外一種個人式的追求。馬蒂在馬達加斯加與「耶穌」流浪、學習，最終在崖頂上對於自己的生命意義有所領悟，然而尚未付諸實行，生命卻倏然地逝去。最後馬蒂的傷心遺留在咖啡店，而每個人的傷心不斷不斷地被複製、不停不停地被延續，傷心在每個角落發生、由不同人譜曲。

## 主要人物

### 馬蒂
故事主角，歷經愛情、婚姻與職場的挫折後，踏入傷心咖啡店，展開一段追尋生命意義與自由的旅程。其英文名「Sabina」可能呼應米蘭·昆德拉小說《生命中不能承受之輕》的角色，象徵個體追尋自主與真實的存在。最終於馬達加斯加中彈身亡，象徵對生命意義的領悟與精神的解脫。

### 海安
外貌俊朗、出身優渥，被描繪為人生勝利組。然而其內心深處藏有創傷與病態自戀，其對自由的詮釋帶有逃避與反社會傾向。在面對與自己容貌相似的角色「耶穌」時，呈現出自戀與自我認同的張力。故事尾聲以毀容象徵自我否定與重生。

### 小葉
角色設定為中性打扮，個性內斂，默默支撐傷心咖啡店的營運。其對海安懷有深沉愛意卻無法獲得回應，象徵為愛而自困的「愛情鳥」。最終選擇離開，代表對愛情束縛的解脫。

### 吉兒
理性、務實的女性角色，與海安形成對比。曾追逐理想至海外，後回歸現實生活並致力於社會貢獻。其人生觀與存在主義中的「為他人而活」相契合，象徵將自由落實於社會實踐的可能。

## 敘事與象徵
小說藉由台北與馬達加斯加的空間對照，表現現實與理想、束縛與自由的對立意象。馬達加斯加象徵未被污染的純淨自由地，而台北則代表庸俗與壓抑。小說亦使用多種動物意象，如「愛情鳥」與「狗」，暗喻人類情感與社會化歷程。

## 評價
《傷心咖啡店之歌》出版後評價兩極。一方面被讚譽為反映1990年代台灣青年精神狀態的重要作品；另一方面亦有評論指出，其哲學性對話與象徵敘事過於冗長，可能使部分讀者產生距離感。有學者與書評指出，小說在探討自由與自我之餘，亦隱含對家鄉與現代生活的疏離感，並可解讀為一種文學上的逃逸敘事。
朱少麟透過描繪這群各懷傷心的青年生命，闡釋不同的生命哲學與價值，無論樂與悲，拘束或瀟灑，總環繞著一個心字。在人性與心的追求描繪之中，朱少麟成功的打造了一部能醞釀出令人不斷咀嚼、反思與情感投射的性靈小說 。

## 外部連結
- 書評：傷心咖啡店之歌＠Earl Grey 與 Cheese Cake 的對話
- 極度悲傷卻能帶來正能量！小說《傷心咖啡店之歌》—「每個人到最後都活得一模一樣，可是卻又十分茫然。」
- 《文訊》, 第 187-194 卷
- 耕讀-進入文學花園的250本書
- 最愛一百小說: 台灣第一次全民票選最愛小說書單